# Palma de Gandía
Palma de Gandía – gmina w Hiszpanii, w prowincji Walencja, we wspólnocie autonomicznej Walencja, o powierzchni 13,92 km². W 2011 roku liczyła 1819 mieszkańców.